# Chiesa di San Giorgio (Atzara)
La chiesa di San Giorgio è un  edificio religioso situato ad Atzara, centro abitato della Sardegna centrale. Consacrata al culto cattolico, fa parte della parrocchia di Sant'Antioco Martire, arcidiocesi di Oristano.
Antica parrocchiale del paese, già censita in documenti della fattoria giudicale risalenti al 1205, venne consacrata nel 1386.